# Albuca abyssinica
Albuca abyssinica är en sparrisväxtart som beskrevs av Nikolaus Joseph von Jacquin. Albuca abyssinica ingår i släktet Albuca och familjen sparrisväxter. Inga underarter finns listade i Catalogue of Life.